# Protopunk
Protopunk er en betegnelse, der bliver brugt retrospektivt til at beskrive en række musikere, der var vigtige foregangspersoner for punkrock-genren i midten af 1970'erne og senere, eller som er blevet nævnt som inspirationskilder af de tidlige punkmusikere. Typisk blev disse bands ikke set som værende punkbands selv. Selve punkgenren er ikke udsprunget fra én bestemt musikalsk genre, men fra en lang række musikalske bagrunde, stilarter og indflydelser.
Bands som amerikanske The Velvet Underground, MC5, The Stooges, The Sonics, New York Dolls, Lou Reed, Television, Death, Captain Beefheart, Patti Smith, Richard Hell, og Rocket from the Tombs, Tyske Neu!, og fra England David Bowie, The Kinks, The Who, Roxy Music, Doctors of Madness og Hawkwind bliver ofte nævnt som de væsentligste bands, der ultimativt inspirerede til punken.